# Pultenaea altissima
Pultenaea altissima är en ärtväxtart som beskrevs av George Bentham. Pultenaea altissima ingår i släktet Pultenaea och familjen ärtväxter. Inga underarter finns listade i Catalogue of Life.